# Autisme d'alt funcionament
Autisme d'alt funcionament (AAF) és un terme informal aplicat a les persones autistes que es considera que posseeixen una major «funcionalitat» o «capacitat» que altres autistes, d'acord amb els mesuraments. No obstant això, no hi ha consens sobre la definició del terme. L'autisme d'alt funcionament no és un diagnòstic reconegut en el DSM-IV-TR o el CIE-10.
La relació entre l'autisme d'alt funcionament i la síndrome d'Asperger és encara motiu de debat. Alguns investigadors argumenten que es tracten de diagnòstics completament diferents, mentre que uns altres sostenen que tots dos són indistingibles.